# Prudence (déesse)
Pour les articles homonymes, voir Prudence.

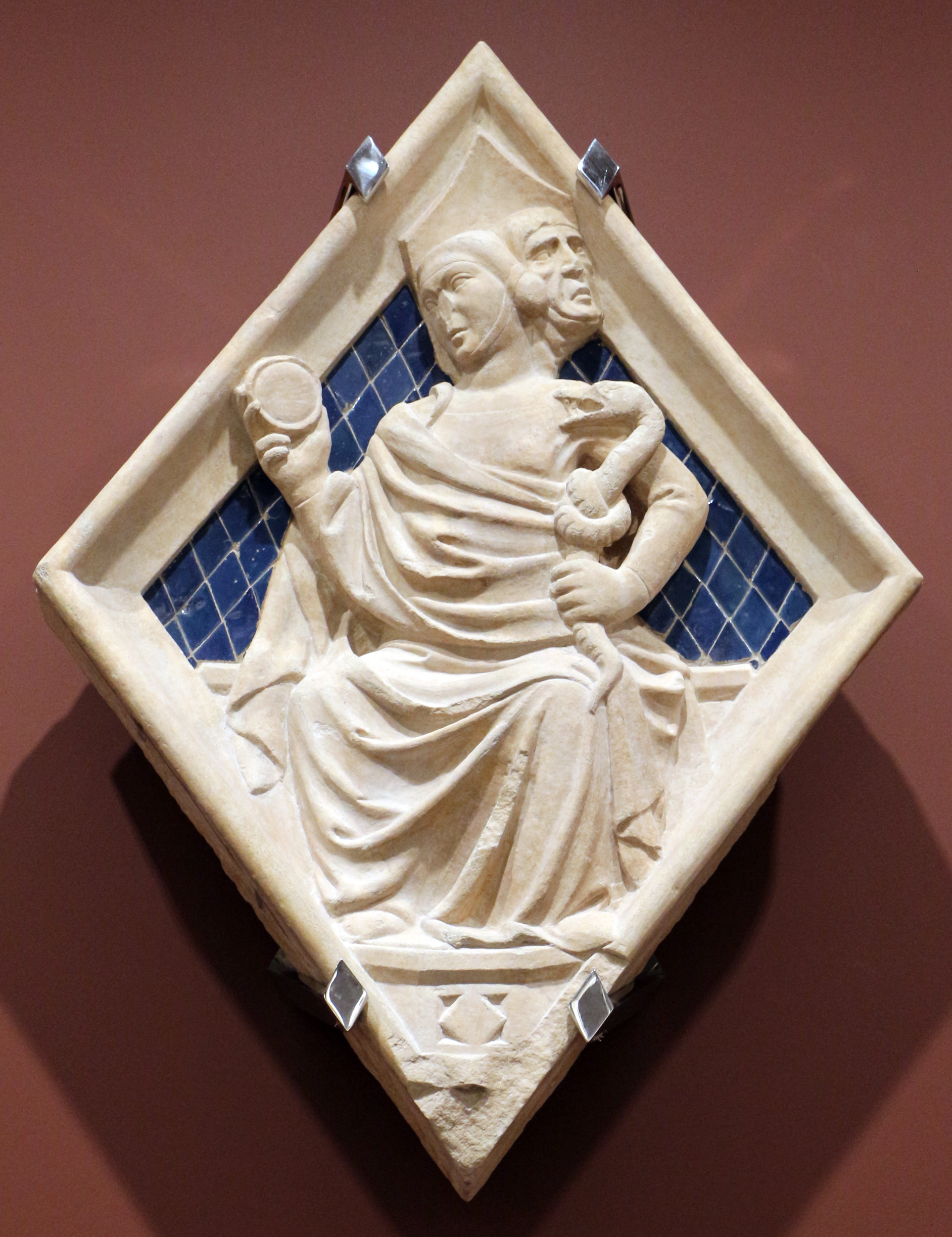
Allégorie de la prudence.

Prudence (en latin Prudentia) est une déesse romaine allégorique personnifiant la prudence. Distincte de Métis, cette première épouse de Jupiter était représentée le plus souvent sous les traits d'une femme à deux visages, l'un regardant le passé et l'autre l'avenir. Les représentations modernes lui donnent un seul visage et lui attribue pour emblème un miroir entouré d'un serpent ; certains auteurs comme Cesare Ripa y ajoutent un casque, une guirlande de feuilles de mûrier, un cerf qui rumine et une flèche avec le petit poisson appelé rémora,. Près d'elle sont aussi placés une clepsydre, un oiseau de nuit, un livre, etc., tous symboles de la circonspection.